# 懿公 (燕)
懿公（いこう、生年不詳 - 紀元前545年）は、春秋時代の燕の君主。文公の後を受けて燕国の君主となった。在位4年。